# Spitsboog

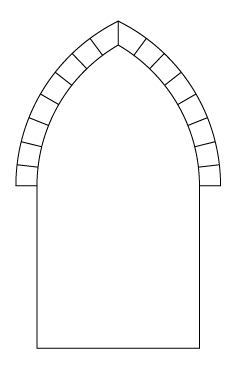
spitsboog

Een spitsboog (ook wel ogivale boog) is een boog waarvan de vorm wordt bepaald door twee symmetrische cirkeldelen die elkaar in de top snijden. Deze boog werd in de gotiek bij kerkbouw toegepast. Bij een spitsboog zijn de spatkrachten minder dan bij een rondboog. Een smalle verhoogde spitsboog heet ook wel een lancetboog.
Later zijn er varianten op de spitsboog ontwikkeld, bijvoorbeeld de tudorboog en de ezelsrugboog.
Spitsbogen worden op verschillende plekken toegepast, waaronder in vensters (spitsboogvenster) en gewelven (spitstongewelf).

## Oorsprong van de spitsboog
Het is niet met zekerheid geweten waar de spitsboog is uitgevonden. Mogelijk is hij meerdere malen 'ontdekt' geweest.
In sommige romaanse bouwwerken zien we sporadisch spitsbogen opduiken. Het is aannemelijk dat de spitsboog opnieuw in Europa werd "uitgevonden".
Nog een andere theorie zegt dat de spitsboog in India ontwikkeld werd en vandaar werd verspreid.
In de islamitische architectuur worden ook spitsbogen gebruikt (nog vóór de periode van de gotiek). 

## Kraagbogen
De vorm van de kraagboog werd gebruikt in onder meer Myceense poorten, Hittitische bouwwerken, Lycische sarcofagen, in Mayabouwwerken en Thracische graftombes. Het verschil met constructieve spitsbogen is dat de hierboven vermelde genoemde bogen geen dragende constructies zijn.

## Ontwerp en uitvoering

spitsboog:
1=verhoogde-, 2=normale-, 3=verlaagde
spitsboog, M1 + M2 middelpunten met de corresponderende stralen R1 en R2 voor de normale spitsboog, de rode driehoek is een gelijkzijdige met drie hoeken van 60°

De vorm van een spitsboog wordt bepaald door twee symmetrische cirkeldelen die elkaar in het midden van de boog onder een hoek snijden. Bij de normale spitsboog ligt het middelpunt van de cirkelsegmenten in de zogeheten geboorten (aangeduid in de afbeelding als M1 en M2). Een directe afleiding ervan zijn de verlaagde en verhoogde spitsboog. Deze boogvormen zijn gebaseerd op een verschuiving van de middelpunten uit de geboorten. Door bijvoorbeeld ter hoogte van de geboorten het middelpunt naar buiten te verschuiven, ontstaat een hogere boogvorm: de verhoogde spitsboog. 
In de praktijk is een spitsboog veel toegepast boven muuropeningen in gevels en gemetseld in baksteen en/of natuursteen. Tijdens het metselen kan een tijdelijke ondersteuningsconstructie, de formeel, worden gebruikt die meteen als mal dient voor de boogvorm. Vooral bij grote spitsbogen zoals bij kerkgebouwen, is de formeel zwaar uitgevoerd. Spitsbogen kunnen in zijn geheel in baksteen worden gemetseld. Het midden van de boog kan uit een loodrechte voeg bestaan, de booghelften kunnen ook vertand in elkaar vallen. Een natuurstenen sluitsteen wordt ook wel toegepast. Voegen van een bakstenen booghelft kunnen op het middelpunt van de cirkel gericht staan. Om de voegen en de laagdikte van het metselwerk van de booghelft fraaier te laten verlopen, worden de voegen ook wel stapsgewijs vanuit de geboorte naar binnen toe verdreven tot het punt exact tussen de beide geboorten.

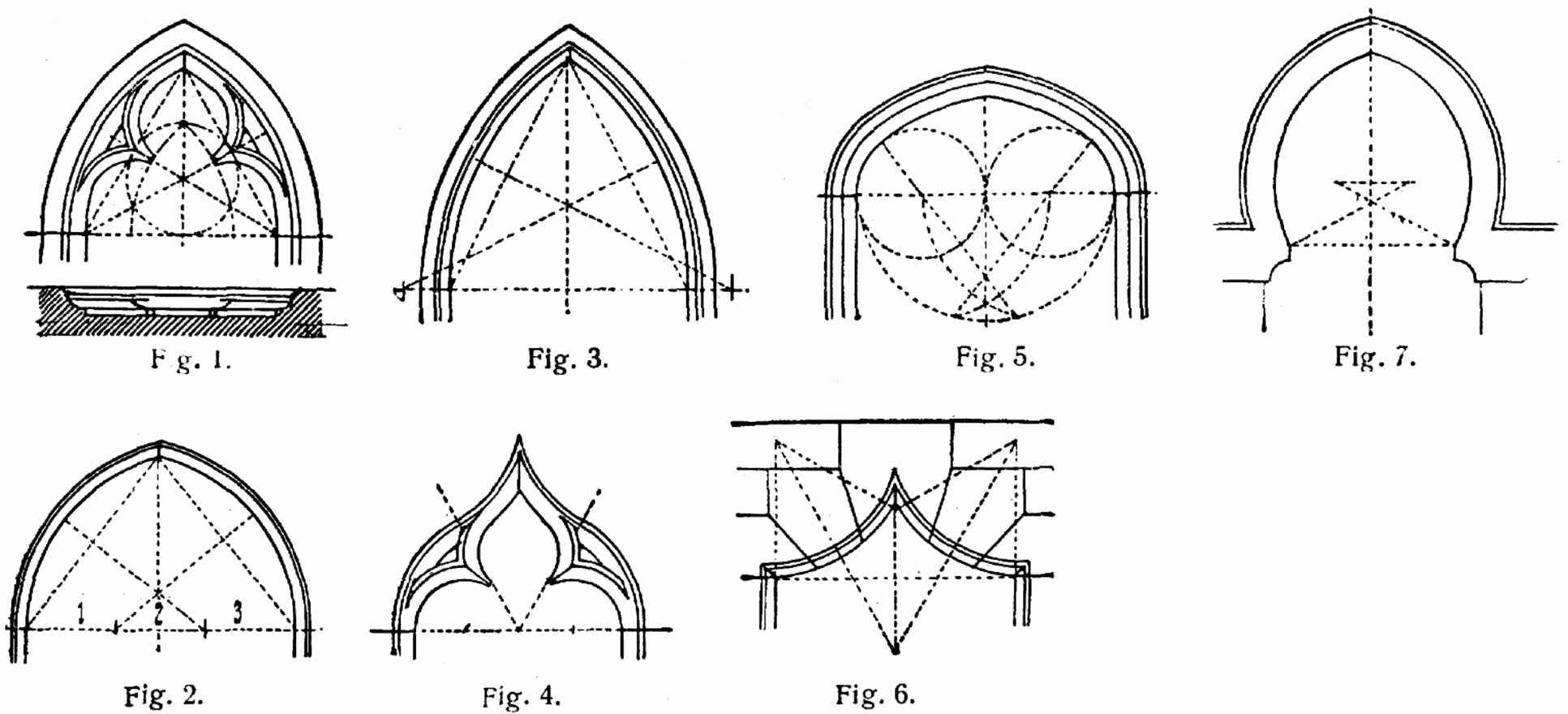
Spitsbogen in verschillende uitvoeringen

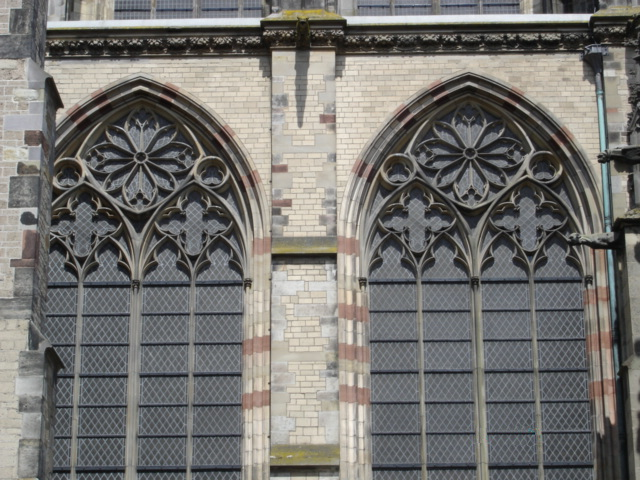
Verlaagde spitsbogen, de vensters zijn voorzien van maaswerk
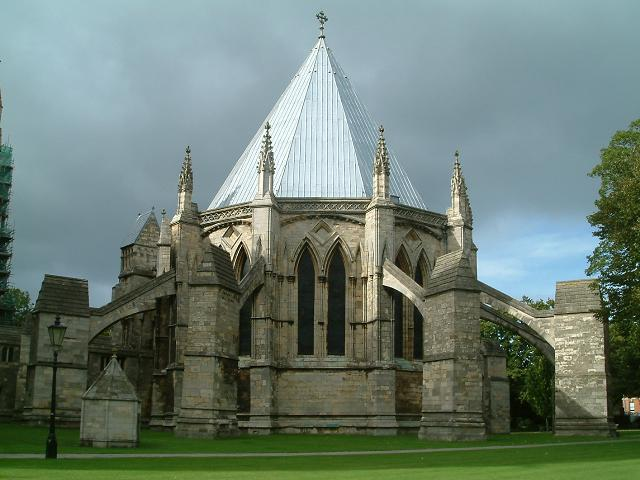
Kathedraal met smalle verhoogde spitsbogen (lancetbogen)